# Singburi
Pour la province de Thaïlande, voir Province de Singburi.
Singburi est une ville de la région Centre de la Thaïlande située sur le cours de la Chao Phraya.